# Селимович, Меша
Ме́ша Сели́мович (серб. Меша Селимовић / Meša Selimović; 26 апреля 1910, Тузла, Австро-Венгрия — 11 июля 1982, Белград, Югославия) — сербский писатель из Боснии и Герцеговины, одна из самых значительных фигур в сербской литературе XX века. Главные произведения его жизни — историко-философские романы «Дервиш и смерть» и «Крепость» — тесно связаны с Боснией и Герцеговиной и культурой части населения Оттоманской провинции Боснии.

## Биография
Селимович родился 26 апреля 1910 года в городе Тузле, где позже окончил основную школу и гимназию. В 1930 году Меша отправился в Белград, где изучал сербохорватский язык и югославскую литературу на философском факультете Белградского Университета. С 1934 по 1941 годы он был профессором Гражданской школы, а с 1936 ещё и Реальной Гимназии в Тузле. 
Первые два года войны Селимович прожил в Тузле, где в 1943 был арестован по подозрению в сотрудничестве с партизанами. В том же 1943 он перебрался на освобождённые территории и вступил в Югославскую коммунистическую партию, став членом Агитпропа восточной Боснии и политическим комиссаром Партизанского отряда Тузлы. Во время войны брат Селимовича, тоже коммунист, был без суда и следствия расстрелян как участник партизанского отряда. Письмо Меши в защиту собственного брата не принесло никаких результатов. Эта трагедия, глубоко ранившая Селимовича, позднее получила своё литературное развитие в его романе «Дервиш и смерть», где главный герой Ахмед Нуруддин потерпел неудачу в спасении пленённого брата от неминуемой гибели.
После войны Селимович недолго оставался в Белграде, куда приехал в 1944, и в 1947 перебрался в Сараево, где стал профессором Высшей Педагогической Школы и доцентом Философского факультета. Чуть позже Селимович работал художественным директором киностудии «Босна филм», руководил драматическими постановками Народного Театра и был главным редактором издательского предприятия «Свјетлост». Из-за периодически возникавших конфликтов с местными политиками и интеллигенцией, он вышел на пенсию и снова вернулся в Белград в 1971 году, где и оставался до своей кончины 11 июля 1982 года.
В своём письме 1976 года к Сербской Академии Науки и Искусства Селимович доказывал, что, несмотря на принадлежность к уважаемой мусульманской семье (свои корни он чтил), он серб по национальности и считает себя сербским писателем. Селимович был избран председателем Союза писателей Югославии, с 1971 года он являлся почётным доктором Университета в Сараево. В 1967 году Селимовичу были присуждены сразу три значительные премии: Негоша, Горана и журнала «НИН».

## Творчество и признание
Селимович начал свою литературную деятельность довольно поздно. Его первая книга — сборник небольших рассказов «Прва чета» («Первый отряд») — была опубликована в 1950 году, а вторая — роман «Тамница» («Тюрьма») — только в 1961. Вскоре затем последовавшие сборник рассказов «Туђа земља» («Чужая земля»), 1962 и поэтический роман «Магла и мјесечина» («Туман и лунный свет»), 1965 не были встречены сколько-нибудь заметно. Произведениям Меши Селимовича свойственна европейская нарративная традиция, близкая одновременно Достоевскому и модернистам XX века. Однако Селимовичу удалось создать свой собственный способ изображения действительности, который сложно однозначно приписать какой-либо литературной школе. Он наследовал и расширил жанр романа-исповеди и потока сознания, самыми яркими примерами которых являются небольшие романы Достоевского «Кроткая» и «Записки из подполья».
Вышедший в 1966 году роман-повесть «Дервиш и смрт» («Дервиш и смерть») сразу обратил всеобщее внимание на Селимовича как на яркое литературное явление. В этом романе Селимович через главного героя выразил мучившие его мысли о насильственной смерти брата, повествуя о тщетной борьбе одного-единственного человека с организованной системой репрессий и о тех изменениях, которые претерпел последний, оказавшись частью этой системы. Некоторые критики сравнивали «Дервиш и смерть» с романом Франца Кафки «Процесс». Роман был переведён на множество языков. Каждая глава предварялась эпиграфом из Корана.
Роман «Дервиш и смерть» написан как реакция на политический режим Иосифа Броз Тито, которому были свойственны политические аресты и репрессии. Однако действие романа разворачивается в XVIII веке в небольшом местечке в Боснии, а повествование ведётся от лица дервиша Ахмеда Нуруддина. Роман написан в форме исповеди, монолога, проникнутого глубоким художественным вдохновением и гармонично спаивающего древнюю мудрость с современной философской мыслью. Рассуждения вырастают из религиозных истин как образца догматического мышления, чтобы развиться в вечные общечеловеческие вопросы, связанные с ощущением душевных терзаний и страхов, неизменно сопутствующих человеческой жизни. Книга посвящена супруге Селимовича Дарке, которая на протяжении всей жизни была неизменным другом, помощником и опорой писателя. Литераторы Боснии и Герцеговины предлагали представить роман «Дервиш и смерть» к соисканию Нобелевской премии по литературе.
Второй роман Селимовича «Тврђава» («Крепость») увидел свет в 1970 году. Его действие снова возвращает читателя во времена давно минувшие, на этот раз в XVII век. Эта повесть несравненно более оптимистична, полна веры в любовь в противовес чувствам одиночества и страха перед будущим в «Дервише и смерти». Крепость в романе — и вещь существующая, и символ, она «каждый человек, каждое объединение людей, каждая идеология», закрытая сама в себе. Выход из крепости — одновременно и вход в жизнь, зарождение личности, возможность встречи с другими индивидуальностями и знакомства с человеческими ценностями. Любовь в этом романе, как и в «Дервише…», понимается как мост, соединяющий людей друг с другом вне зависимости от разности верований, убеждений и идеологий.
Появившиеся позднее повести «Острво» («Остров»), 1974 и опубликованная посмертно «Круг» («Круг»), 1984 уже не имели той силы экспрессии и яркой самобытности образов, что так восхищали в двух первых романах Селимовича.
Отдельную книгу Селимович посвятил своей автобиографии «Сјећања» («Воспоминания»), 1976, где рассказал о событиях и встречах, оставивших глубокий след на всей его жизни. Однако одна из самых ярких нехудожественных его работ — «За и против Вука», в которой автор рассуждает о реформе сербского языка Вука Караджича. «За и против Вука» — книга, посвящённая проблематике создания стандартов современного сербского языка, в которой поэтапно описана борьба Вука Караджича и его противников.

## Произведения
- Прва чета/Первый отряд (1950, книга рассказов)
- Туђа земља/ Чужая земля (1957, книга рассказов и киносценарий).
- Ноћ и јутра/ Ночь и рассветы (1958, киносценарий)
- Тишине/ Тишина (1961, роман).
- Магла и мјесечина/Туман и лунный свет (1965, роман)
- Есеји и огледи/Эссе и очерки (1966)
- Дервиш и смрт/Дервиш и смерть (1966, исторический роман)
- За и против Вука/За и против Вука Караджича (1967, эссе)
- Тврђава/Крепость (1970, исторический роман)
- Острво/Остров (1974, роман)
- Круг/Круг (1983, роман, не закончен)

### Публикации на русском языке
- Чужая земля // Иностранная литература, 1969, № 3, с. 137—164
- Дервиш и смерть; Крепость. — М.: «Радуга», 1987.